# Corrente da Austrália oriental

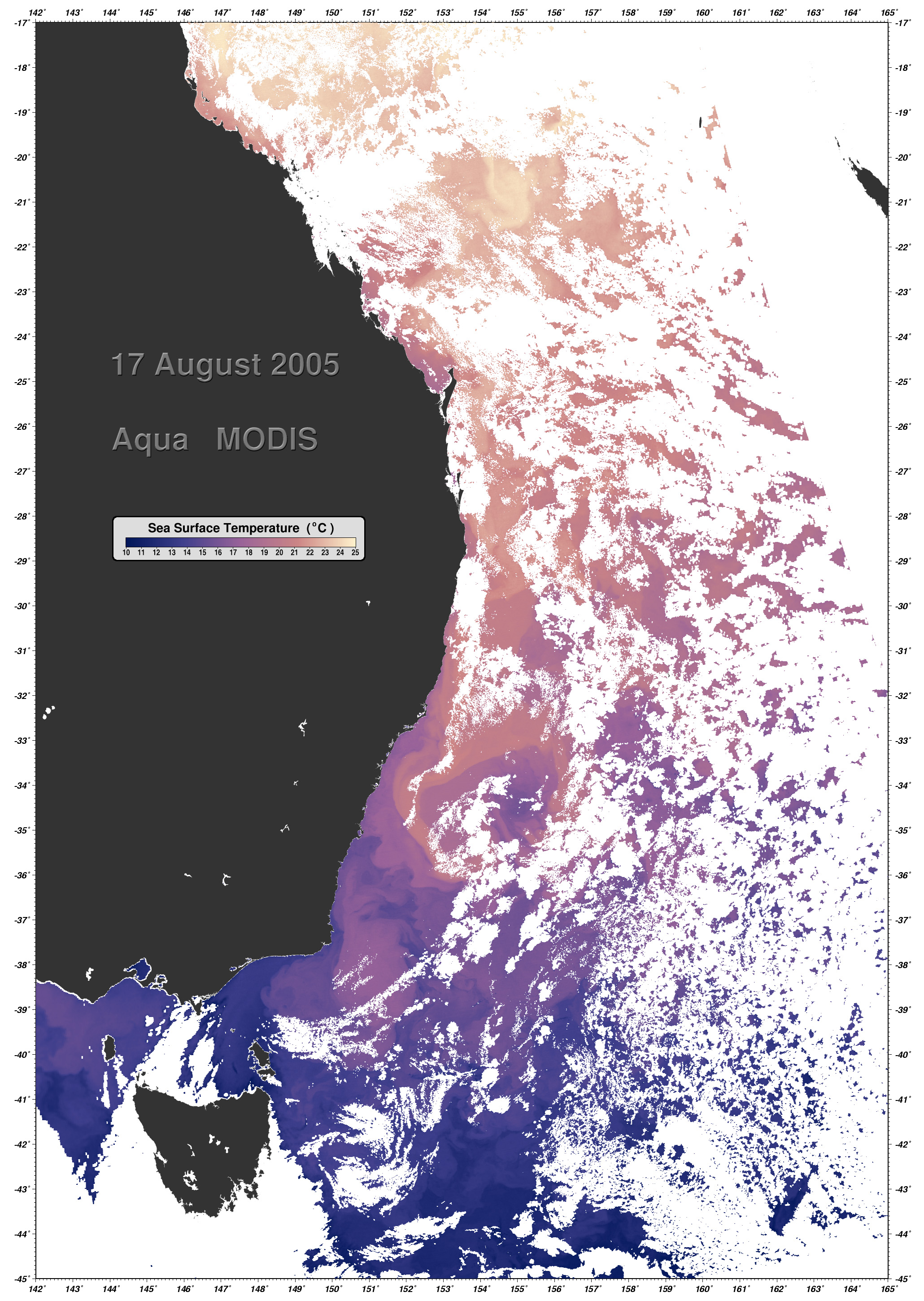
Perfil térmico da corrente oriental da Austrália.

A corrente da Austrália oriental, corrente oriental da Austrália ou corrente oriental australiana (citada seguidamente como EAC, do inglês East Australian Current) é uma corrente oceânica que move água aquecida no sentido horário da costa leste da Austrália.